# 贝纳泰
贝纳泰，是西班牙安达卢西亚自治区哈恩省的一个市镇。总面积45平方公里，总人口550人（2001年），人口密度12人/平方公里。